# Dariusz Adamczyk
Dariusz Adamczyk (* 1966 in Polen) ist ein polnisch-deutscher Historiker.

## Leben
Adamczyk studierte Geschichte, Politische Wissenschaft, Soziologie und Sozialpsychologie an der Schlesischen Universität Kattowitz sowie der Gottfried Wilhelm Leibniz Universität Hannover, an der er 1999 mit einer Arbeit Zur Stellung Polens im Modernen Weltsystem der Frühen Neuzeit promoviert wurde. 2000–2008 war Adamczyk Lehrbeauftragter für Osteuropäische Geschichte am Historischen Seminar der Universität Hannover; ehe er dort bis Juli 2010 die Vertretung einer Juniorprofessur für Osteuropäische Geschichte innehatte. Seit September 2010 ist er wissenschaftlicher Mitarbeiter am Deutschen Historischen Institut (DHI) Warschau. Dort forscht er zur Piastischen Herrschaft im europäischen Kontext. Weitere Arbeitsgebiete sind die Geschichte Ost- und Ostmitteleuropas, die Beziehungen zwischen islamischer Welt und Europa im Mittelalter sowie die Handels- und Geldgeschichte. Adamczyk ist zudem seit 2010 Redakteur der von Hans-Heinrich Nolte herausgegebenen  Zeitschrift für Weltgeschichte.
2008 bis 2012 war Dariusz Adamczyk Vorsitzender der Deutsch-Polnischen Gesellschaft Hannover.

## Schriften (Auswahl)
- Zur Stellung Polens im modernen Weltsystem der frühen Neuzeit. Verlag Dr. Kovac, Hamburg 2001 ISBN 3-8300-0375-7 (= Dissertation Universität Hannover 1999).
- Silberströme und die Einbeziehung Osteuropas in das islamische Handelssystem, in: Carl-Hans Hauptmeyer u. a. (Hrsg.): Die Welt querdenken. Verlag Peter Lang, Frankfurt a. M. 2003, S. 107–123. ISBN 3-631-39374-1
- Friesen, Wikinger, Araber. Die Ostseewelt zwischen Dorestad und Samarkand, ca. 700-1100, in: Andrea Komlosy, Hans-Heinrich Nolte, Imbi Sooman (Hrsg.): Ostsee 700-2000. Gesellschaft – Wirtschaft – Kultur. Promedia Verlag, Wien 2007, S. 32–48. ISBN 3-85371-276-2
- (Herausgeber und Mitautor) Quo vadis Asien? China, Indien, Russland, Mittlerer Osten und Zentralasien im globalen Kontext. Wochenschau Verlag, Schwalbach/Ts. 2009. ISBN 3-89974-528-0